# Jamaicai gyümölcsdenevér
A jamaicai gyümölcsdenevér (Artibeus jamaicensis) egy gyümölcsevő denevérfaj.

## Előfordulása
Közép-és Dél-Amerikában, valamint az Antillákon honos. Mexikótól Peruig trópusi erdőkben található meg. Gyakori fajnak számít.

## Életmódja
Háremszerű társadalmi szerkezetben élnek, a kolóniát egy hím és több nőstény alkotja. Van egy állandó őrszem, aki riadót fúj, ha veszély közeleg, például oposszum, mely legfőbb ellensége a jamaicai gyümölcsdenevérnek. 
Étrendjét gyümölcsök, nektár, pollen, növényi részek és rovarok alkotják. Gazdasági szempontból káros, mivel nem kíméli a gyümölcsösök termését sem. Azonban miután anyagcseréje rendkívül gyors, körülbelül 15-20 perc, fontos a gyümölcsök magvainak terjesztésében. 

### Szaporodása
A 4 hónapig tartó vemhesség végén a nőstény egy 5,90 gramm súlyú kölyköt hoz világa. Faüregben élnek, egy hím és több nőstény, meg a kölykök.